# Узнаж (Светлогорский район)
Узнаж (бел. У́знаж) — деревня и железнодорожная платформа (на линии Жлобин — Калинковичи) в Сосновоборском сельсовете Светлогорского района Гомельской области Республики Беларусь.

## География

### Расположение
В 16 км на юго-запад от Светлогорска, 106 км от Гомеля. На юге от деревни расположен остановочный пункт Узнаж (на линии Жлобин — Калинковичи).

### Гидрография
На севере сеть мелиоративных каналов, соединённых через канал Еланский с рекой Сведь (приток реки Березины).

## Транспортная сеть
Автодорога соединяет деревню со Светлогорском. Планировка состоит из прямолинейной широтной улицы, которую пересекает железная дорога. На востоке к главной присоединяется короткая улица, ориентированная с юго-запада на северо-восток. Застройка двусторонняя, преимущественно деревянная, усадебного типа.
Через деревню проходят автомобильные дороги Н5011 и Н5017.

## История
Согласно письменным источникам известна с XVIII века как селение в Минском воеводстве Великого княжества Литовского. После 2-го раздела Речи Посполитой, с 1793 года, в составе Российской империи. В 1879 году обозначена в числе селений Евтушковичского церковного прихода. Согласно переписи 1897 года действовал хлебозапасный магазин. В 1908 году в Карповичской волости Речицкого уезда Минской губернии. В 1917 году открыта школа, которая размещалась в наёмном крестьянском доме.
В 1929 году организован колхоз. В 1930-е годы 6 жителей были репрессированы.
До 12 ноября 2013 года входила в состав Давыдовского сельсовета. С 12 декабря 2013 года в составе Сосновоборского сельсовета.

## Население

### Численность
- 2021 год — 174 жителя

### Динамика
- 1795 год — 2 двора
- 1834 год — 12 дворов
- 1897 год — 14 дворов, 158 жителей (согласно переписи)
- 1908 год — 49 дворов, 257 жителей
- 1925 год — 67 дворов
- 1959 год — 539 жителей (согласно переписи)
- 2004 год — 108 хозяйств, 257 жителей
- 2021 год — 174 жителя

## Достопримечательность
- Памятник погибшим односельчанам
- Приход храма успения Пресвятой Богородицы

## Галерея

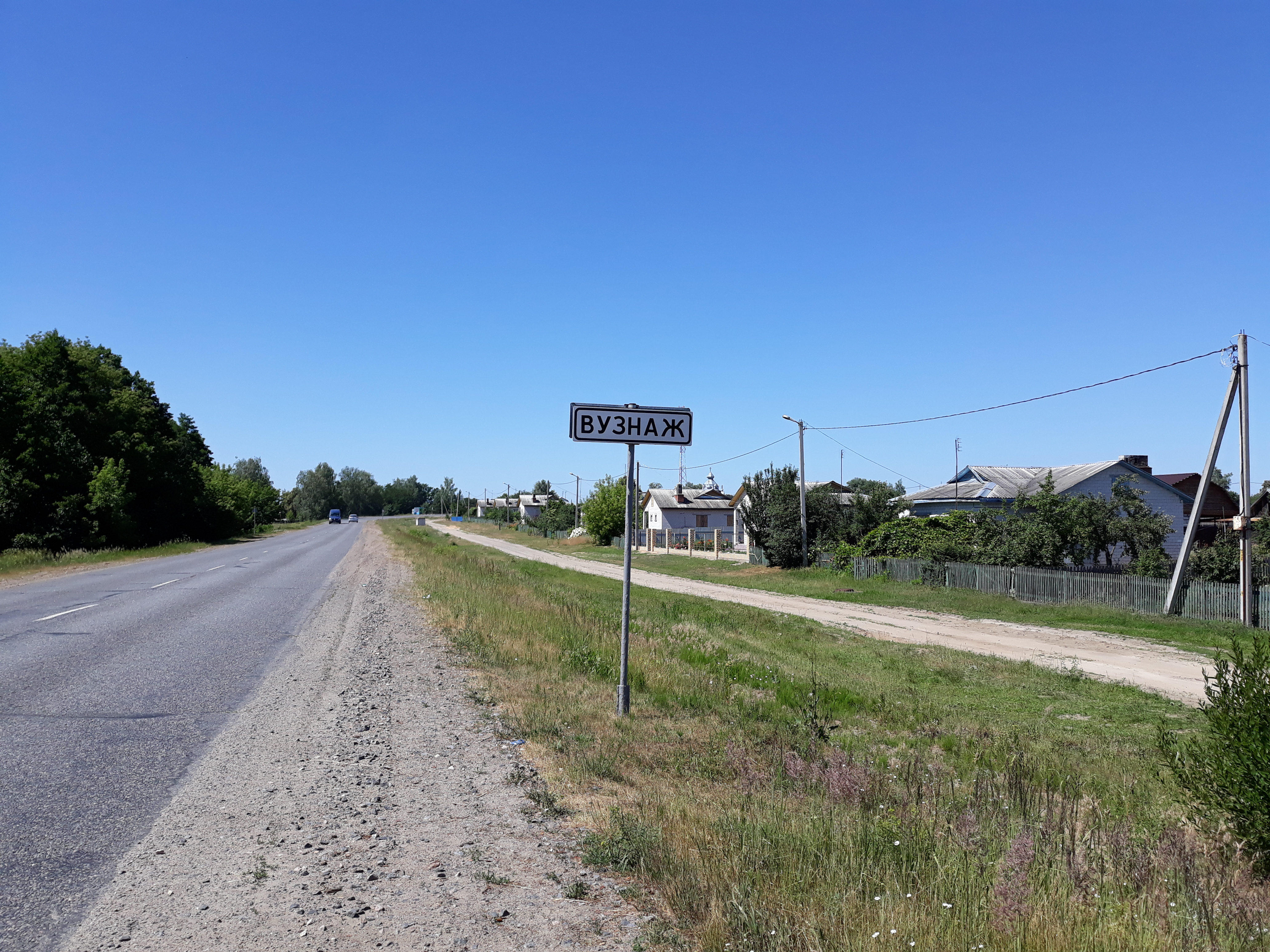
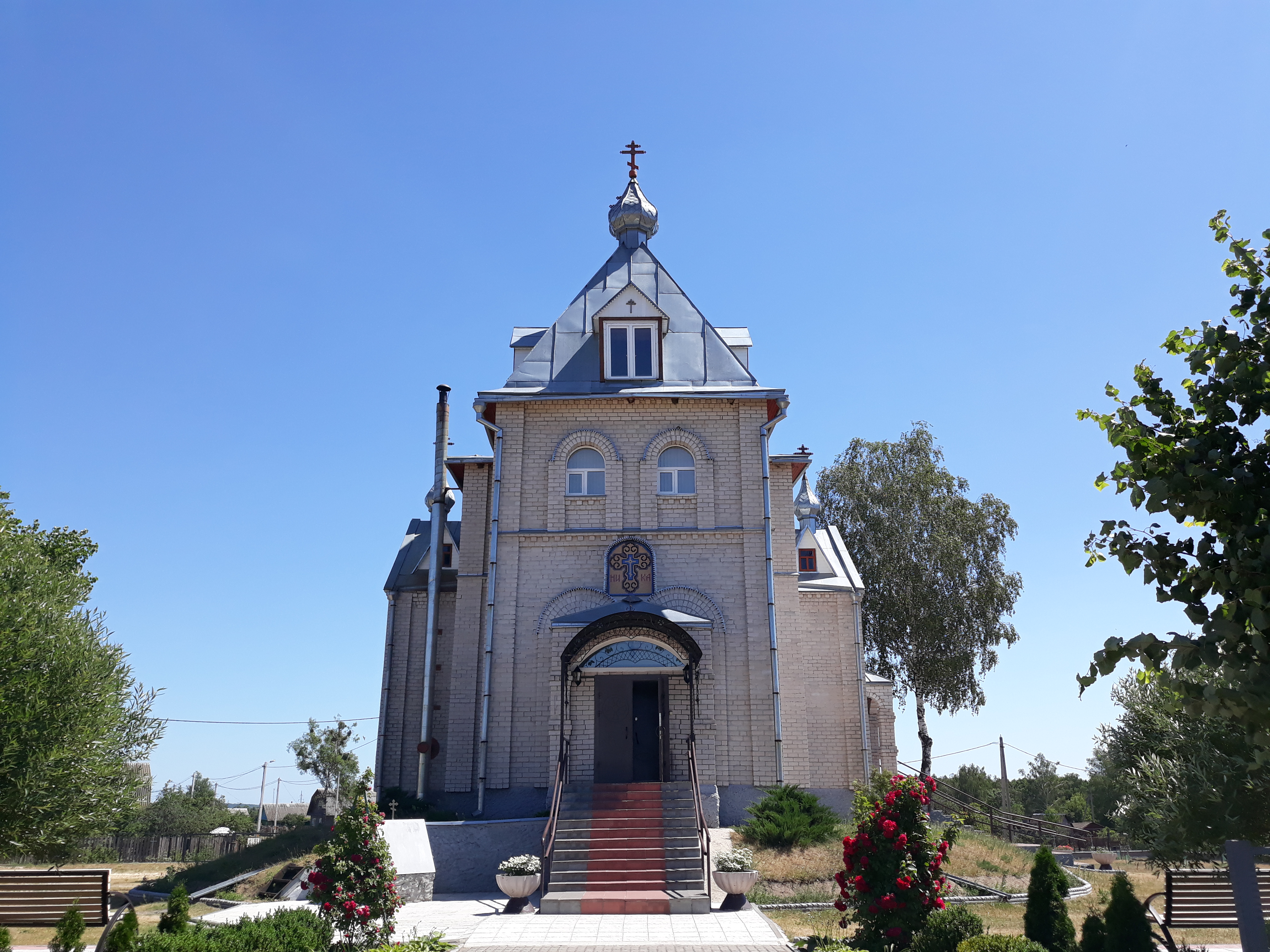
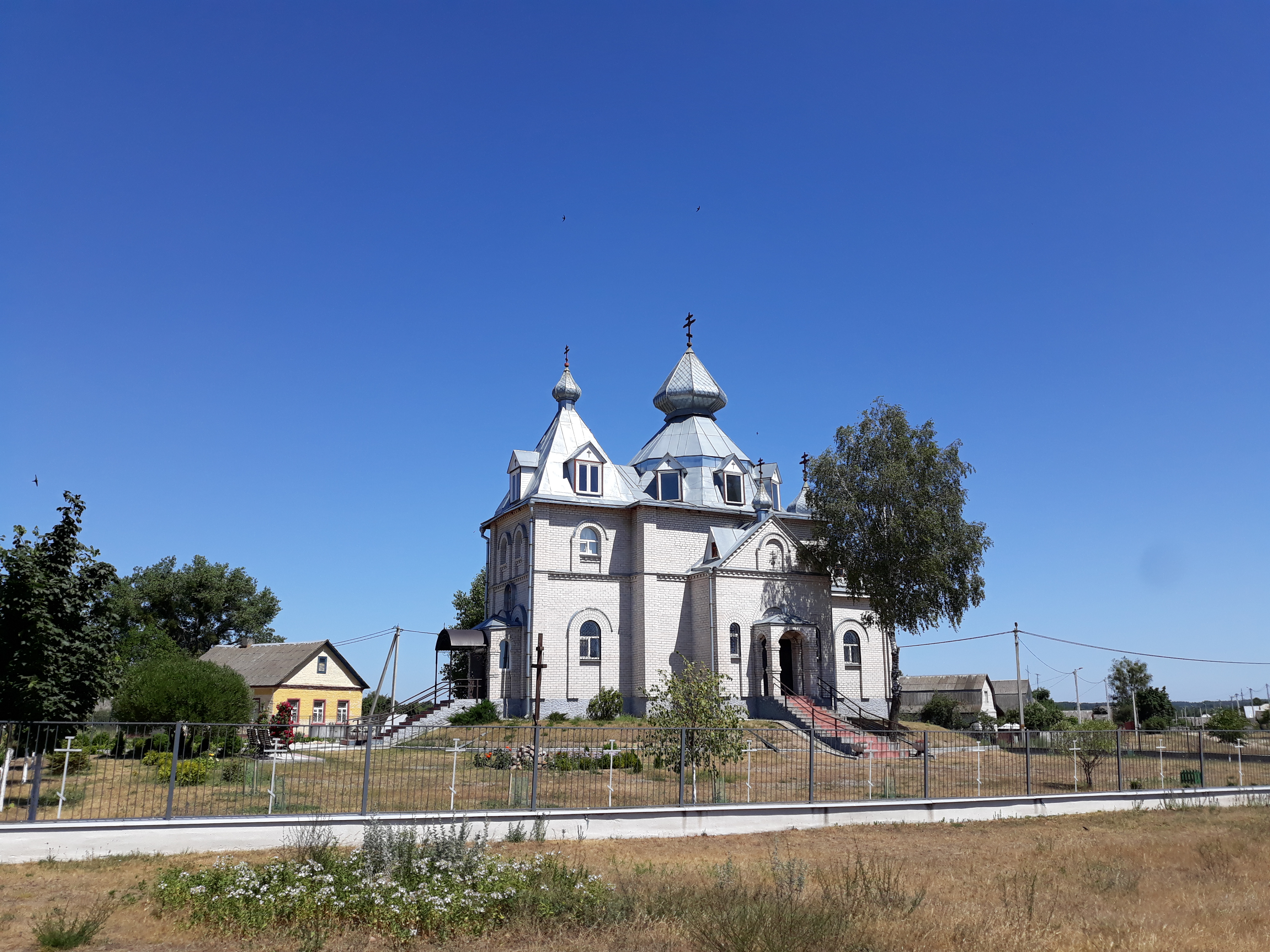